# HC Stadion Praha
HC Stadion Praha (celým názvem: Hockey Club Stadion Praha) byl československý klub ledního hokeje, který sídlil v Praze. Jednalo se o farmu pražského LTC. Formou střídavých startů za něj hrál například brankář Bohumil Modrý. V sezóně 1945/46 se klub zúčastnil nejvyšší hokejové soutěže v zemi. Ve skupině A skončil klub na 5. místě, což mu zajišťovalo setrvání v lize i pro další ročník. Klub zanikl v roce 1946 sloučením s SK Podolí Praha do HC Stadion Podolí.

## Přehled ligové účasti
Stručný přehled
Zdroj: 
- 1941–1942: Balounkova I. B třída – sk. ? (3. ligová úroveň v Protektorátu Čechy a Morava)
- 1942–1943: Balounkova I. A třída – sk. Vltava (2. ligová úroveň v Protektorátu Čechy a Morava)
- 1943–1944: Divize – sk. Sever (2. ligová úroveň v Protektorátu Čechy a Morava)
- 1944–1945: Českomoravská liga (1. ligová úroveň v Protektorátu Čechy a Morava)
- 1945–1946: 1. liga – sk. A (1. ligová úroveň v Československu)

Jednotlivé ročníky
Zdroj: 
Legenda: ZČ - základní část, červené podbarvení - sestup, zelené podbarvení - postup, fialové podbarvení - reorganizace, změna skupiny či soutěže
| Protektorát Čechy a Morava (1941 – 1945) |                                    |           |          |                                       |                   |
| Sezóny                                   | Soutěž                             | Úroveň    | ZČ       | Play-off, nadstavba, sk. o udržení... | Poznámky          |
| 1941/42                                  | Balounkova I. B třída – sk. ?      | 3. úroveň | 1. místo |                                       | Postup            |
| 1942/43                                  | Balounkova I. A třída – sk. Vltava | 2. úroveň | 1. místo |                                       | Reorganizace      |
| 1943/44                                  | Divize – sk. Sever                 | 2. úroveň | 1. místo | Finále                                | Postup            |
| 1944/45                                  | Českomoravská liga                 | 1. úroveň | –. místo |                                       | Soutěž neodehrána |
| Československo (1945 – 1946)             |                                    |           |          |                                       |                   |
| Sezóny                                   | Soutěž                             | Úroveň    | ZČ       | Play-off, nadstavba, sk. o udržení... | Poznámky          |
| 1945/46                                  | 1. liga – sk. A                    | 1. úroveň | 5. místo |                                       |                   |